# 门夫里奥
门夫里奥，是西班牙埃斯特雷马杜拉卡塞雷斯省的一个市镇。总面积208平方公里，总人口848人（2001年），人口密度4人/平方公里。